# Амара Сімба
Амара Сімба (фр. Amara Simba, нар. 23 грудня 1961, Дакар) — французький футболіст сенегальського походження, що грав на позиції нападника за низку французьких і англійських клубних команд, а також за національну збірну Франції.

## Клубна кар'єра
У дорослому футболі дебютував 1985 року виступами за команду «Версаль», в якій провів один сезон. 
1986 року був запрошений до лав «Парі Сен-Жермен», у складі якого грав і до 1993 року, в якому здобув у складі парижан Кубок Франції. Протягом цього етапу кар'єри також грав на правах оренди за «Канн» (у 1990–1991 роках).
Згодом з 1993 по 1997 рік захищав кольори «Монако», «Кана» та «Лілля».
Протягом 1997–1998 років грав у Мексиці за «Леон», після чого перебрався до Англії, де завершував ігрову кар'єру граючи до 2001 року за «Лейтон Орієнт», «Кінгстоніан», «Кеттерінг Таун» та «Сент-Олбанс Сіті».

## Виступи за збірну
1991 року дебютував в офіційних матчах у складі національної збірної Франції. Протягом двох років загалом взяв участь у трьох іграх за національну команду, відзначившись двома голами.

## Титули і досягнення
- Володар Кубка Франції (1):

«Парі Сен-Жермен»: 1992/93